# Stemplew (wieś)
Stemplew – wieś w Polsce położona w województwie łódzkim, w powiecie łęczyckim, w gminie Świnice Warckie.
Stemplew po raz pierwszy odnotowany jest w źródłach w 1412 roku (Księgi grodzkie sieradzkie, ks. 1-2, k.86), jako wieś szlachecka, lokowana na prawie niemieckim, która na początku XVI w. uległa przejściowemu spustoszeniu. 
Od 1930 r. majątek Stemplew należał do Jerzego Gerlicza, syna działacza gospodarczego II RP – inż. Wiesława Gerlicza (w 1931 r. otrzymał go w prezencie ślubnym od ojca).
Żona Jerzego – Wanda – była siostrą specjalisty w zakresie architektury statków – prof. Witolda Jana Urbanowicza. 
Rezydencja Gerliczów została gruntownie przebudowana, tracąc swój pierwotny kształt. 
W latach 1975–1998 miejscowość administracyjnie należała do województwa konińskiego, obecnie w województwie łódzkim. 
W Stemplewie działa Ochotnicza Straż Pożarna (OSP) i Orkiestra Dęta OSP Stemplew.
W r. 1982 powstał, w d. dworku Gerliczów Specjalny Ośrodek Szkolno-Wychowawczy im J. Tuwima.
W miejscowości znajduje się nieczynny wiadukt kolejki wąskotorowej która łączyła majątek w Stemplewie z siecią kolejek kujawskich. Wiadukt zbudowano dopiero podczas budowy magistrali węglowej relacji Gdynia – Częstochowa. Do dzisiaj po kolejce wąskotorowej nie ma śladu, jedynie opuszczony wiadukt w lesie świadczy o rozmiarze i znaczeniu dla lokalnej gospodarki ówczesnej wąskotorowej linii kolejowej.